# پریمالونا
پریمالونا (به ایتالیایی: Primaluna) یک کومونه در ایتالیا است که در استان لکو واقع شده‌است.

## خصوصیات
پریمالونا ۲۲٫۸ کیلومترمربع مساحت و ۲٬۱۷۰ نفر جمعیت دارد و ۵۵۸ متر بالاتر از سطح دریا واقع شده‌است.